# Barbara Hardy (auteure)
Barbara Gladys Hardy, (née Nathan ; 27 juin 1924 - 12 février 2016) est une Critique littéraire, auteure et poète britannique. Elle est une universitaire spécialisée dans la littérature du XIXe siècle. De 1965 à 1970, elle est professeure d'anglais au Royal Holloway College, Université de Londres. Puis, de 1970 à 1989, elle est professeure de littérature anglaise au Birkbeck College, Université de Londres.

## Biographie
Hardy est née le 27 juin 1924 à Swansea, au Pays de Galles,. Son père Maurice Nathan est buraliste.
Elle fait ses études à la Swansea High School for Girls, une école primaire. En février 1941, elle subit le Blitz de Swansea. Elle étudie à l'University College de Londres, obtenant un baccalauréat ès arts (BA) en 1947 et une maîtrise ès arts (MA) en 1949.
Le 16 mars 1946, elle épouse Ernest Dawson Hardy, fonctionnaire à l'Inland Revenue . Ils ont deux enfants, Kate et Julia.
En 1962, elle reçoit le prix Rose Mary Crawshay de la British Academy pour sa monographie The Novels of George Eliot. En 1988, elle donne la conférence Sarah Tryphena Phillips sur la littérature et l'histoire américaines à la British Academy. En 1997, elle reçoit le prix Sagittarius de la Society of Authors pour son roman London Lovers. Elle est élue membre de la Royal Society of Literature (FRSL) en 1997 et Senior Fellow de la British Academy (FBA) en 2006.

## Œuvres
- Barbara Hardy, The novels of George Eliot: a study in form, London, Athlone Press, 1959
- Barbara Hardy, A reading of Jane Austen, London, Peter Owen Publishers, 1975 (ISBN 978-0720601343, lire en ligne )
- Barbara Hardy, The moral art of Dickens: essays, London, Athlone Press, 1985 (ISBN 978-0485112740)
- Barbara Hardy, Thomas Hardy: imagining imagination in Hardy's poetry and fiction, London, Athlone Press, 2000 (ISBN 978-0485121537)
- Barbara Hardy, George Eliot: a critic's biography, London, Continuum, 2006 (ISBN 978-0826485151)

- Barbara Hardy, Swansea girl: a memoir, London, Peter Owen Publishers, 1994 (ISBN 978-0720609042, lire en ligne)
- Barbara Hardy, London lovers, London, Peter Owen Publishers, 1996 (ISBN 978-0720609646, lire en ligne)

- Dante's Ghosts ( Paekakariki Press, 2013)